# Jon M. Huntsman Center
 (octobre 2024).
Si vous disposez d'ouvrages ou d'articles de référence ou si vous connaissez des sites web de qualité traitant du thème abordé ici, merci de compléter l'article en donnant les références utiles à sa vérifiabilité et en les liant à la section « Notes et références ».
Le Jon M. Huntsman Center est une salle de basket-ball située à Salt Lake City, Utah. Les locataires sont les Utes de l'Utah.